# Gran Premi d'Austràlia del 2016
El Gran Premi d'Austràlia de Fórmula 1 de la temporada 2016 es va disputar al circuit d'Albert Park, del 18 al 20 de març del 2016.

## Resultats

### Qualificació
La qualificació es va realitzar el dissabte 19 de març.
Resultats
| Pos. | Nº | Pilot             | Equip/Motor          | Q1       | Q2       | Q3       | Compost | Voltes | P.  |
| ---- | -- | ----------------- | -------------------- | -------- | -------- | -------- | ------- | ------ | --- |
| 1    | 44 | Lewis Hamilton    | Mercedes             | 1:25.351 | 1:24.605 | 1:23.837 |         | 14     | 1   |
| 2    | 6  | Nico Rosberg      | Mercedes             | 1:26.934 | 1:24.796 | 1:24.197 |         | 13     | 2   |
| 3    | 5  | Sebastian Vettel  | Ferrari              | 1:26.945 | 1:25.257 | 1:24.675 |         | 14     | 3   |
| 4    | 7  | Kimi Räikkönen    | Ferrari              | 1:26.579 | 1:25.615 | 1:25.033 |         | 13     | 4   |
| 5    | 33 | Max Verstappen    | Toro Rosso-Ferrari   | 1:26.934 | 1:25.615 | 1:25.033 |         | 12     | 5   |
| 6    | 19 | Felipe Massa      | Williams-Mercedes    | 1:25.918 | 1:25.644 | 1:25.458 |         | 12     | 6   |
| 7    | 55 | Carlos Sainz Jr.  | Toro Rosso-Ferrari   | 1:27.057 | 1:25.384 | 1:25.582 |         | 14     | 7   |
| 8    | 3  | Daniel Ricciardo  | Red Bull-TAG Heuer   | 1:26.607 | 1:25.599 | 1:25.589 |         | 15     | 8   |
| 9    | 11 | Sergio Pérez      | Force India-Mercedes | 1:26.607 | 1:25.753 |          |         | 12     | 9   |
| 10   | 27 | Nico Hülkenberg   | Force India-Mercedes | 1:26.550 | 1:25:865 |          |         | 15     | 10  |
| 11   | 77 | Valtteri Bottas   | Williams-Mercedes    | 1:27.135 | 1:25.961 |          |         | 9      | 11  |
| 12   | 14 | Fernando Alonso   | McLaren-Honda        | 1:26.537 | 1:26.125 |          |         | 9      | 12  |
| 13   | 22 | Jenson Button     | McLaren-Honda        | 1:26.740 | 1:26.304 |          |         | 9      | 13  |
| 14   | 30 | Jolyon Palmer     | Renault              | 1:27.241 | 1:27.601 |          |         | 12     | 14  |
| 15   | 20 | Kevin Magnussen   | Renault              | 1:27.297 | 1:27.742 |          |         | 11     | 15  |
| 16   | 9  | Marcus Ericsson   | Sauber-Ferrari       | 1:27.435 |          |          |         | 9      | 16  |
| 17   | 12 | Felipe Nasr       | Sauber-Ferrari       | 1:27.958 |          |          |         | 7      | 17  |
| 18   | 26 | Daniil Kvyat      | Red Bull-TAG Heuer   | 1:28.006 |          |          |         | 5      | 18  |
| 19   | 8  | Romain Grosjean   | Haas-Ferrari         | 1:28.322 |          |          |         | 6      | 19  |
| 20   | 21 | Esteban Gutiérrez | Haas-Ferrari         | 1:29.606 |          |          |         | 6      | 20  |
| 21   | 88 | Rio Haryanto      | Manor-Mercedes       | 1:29.627 |          |          |         | 3      | 22* |
| 22   | 94 | Pascal Wehrlein   | Manor-Mercedes       | 1:29.642 |          |          |         | 3      | 21  |

Notes
- Rio Haryanto perd tres posicions a la graella per "unsafe release" als Lliures 3. Surt 22è.

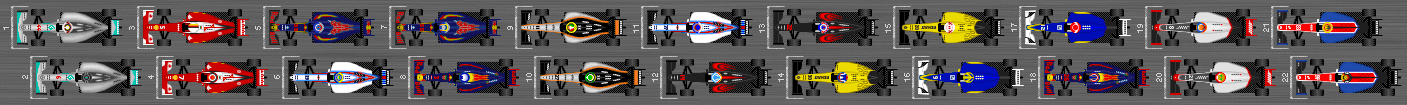
La classificació per la sortida del GP d'Austràlia'16

### Cursa

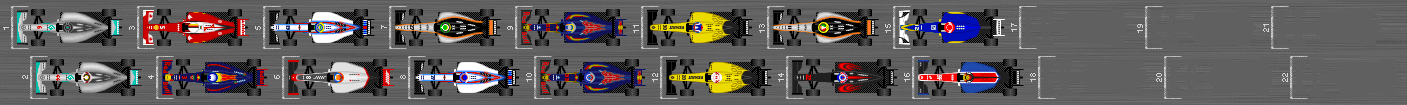
Resultats de la cursa

Resultats
| Pos.  | Nº | Pilot             | Equip/Motor             | Temps | Voltes         | Graella | Punts |
| ----- | -- | ----------------- | ----------------------- | ----- | -------------- | ------- | ----- |
| 1     | 6  | Nico Rosberg      | Mercedes                | 57    | 1:48:15.565    | 2       | 25    |
| 2     | 44 | Lewis Hamilton    | Mercedes                | 57    | +8.060         | 1       | 18    |
| 3     | 5  | Sebastian Vettel  | Ferrari                 | 57    | +9.643         | 3       | 15    |
| 4     | 3  | Daniel Ricciardo  | Red Bull Racing-Renault | 57    | +24.330        | 8       | 12    |
| 5     | 19 | Felipe Massa      | Williams-Mercedes       | 57    | +58.989        | 6       | 10    |
| 6     | 8  | Romain Grosjean   | Haas-Ferrari            | 57    | 13,124         | 19      | 8     |
| 7     | 77 | Valtteri Bottas   | Williams-Mercedes       | 57    | +1:15.153      | 11      | 4     |
| 8     | 55 | Carlos Sainz, Jr. | Toro Rosso-Ferrari      | 57    | +1:15.680      | 7       | 3     |
| 9     | 14 | Fernando Alonso   | McLaren-Honda           | 18    | 1.15 454       | 12      | 2     |
| 10    | 33 | Max Verstappen    | Toro Rosso-Ferrari      | 57    | +1:16.833      | 5       | 1     |
| 11    | 27 | Nico Hulkenberg   | Force India-Mercedes    | 57    | 16,127         | 10      |       |
| 12    | 20 | Jolyon Palmer     | Renault                 | 57    | +1:23.399      | 14      |       |
|       |    |                   |                         |       |                |         |       |
| 13    |    | Kevin Magnussen   | Renault                 | 57    | +1:25.606      | 15      |       |
| 14    |    | Sergio Pérez      | Force India-Mercedes    | 57    | +1:31.699      | 9       |       |
| 15    |    | Jenson Button     | McLaren-Honda           | 56    | +1 Volta       | 13      |       |
| 16    |    | Felipe Nasr       | Sauber-Ferrari          | 56    | +1 Volta       | 17      |       |
| 17    |    | Pascal Wehrlein   | MRT-Mercedes            | 56    | +1 Volta       | 21      |       |
| Ret   | 9  | Marcus Ericsson   | Sauber-Ferrari          | 41    | Motor          | 16      |       |
| Ret   | 7  | Kimi Raikkonen    | Ferrari                 | 22    | Motor          | 4       |       |
| Ret   | 21 | Esteban Gutierrez | Haas-Ferrari            | 18    | Accident       | 20      |       |
| Ret   | 88 | Rio Haryanto      | MRT-Mercedes            | 18    | Prob. mecànics | 22      |       |
| DNS   | 26 | Daniil Kvyat      | Red Bull Racing-Renault | 1     | No va sortir   | 18      |       |
| Font: |    |                   |                         |       |                |         |       |

## Classificació del campionat després de la cursa
| Pos. | Pilot            | Punts |
| ---- | ---------------- | ----- |
| 1    | Nico Rosberg     | 25    |
| 2    | Lewis Hamilton   | 18    |
| 3    | Sebastian Vettel | 15    |
| 4    | Daniel Ricciardo | 12    |
| 5    | Felipe Massa     | 10    |

| Pos. | Constructor               | Punts |
| ---- | ------------------------- | ----- |
| 1    | Mercedes                  | 43    |
| 2    | Ferrari                   | 15    |
| 3    | Williams-Mercedes         | 14    |
| 4    | Red Bull Racing-TAG Heuer | 12    |
| 5    | Haas-Ferrari              | 8     |